# Julija Abakumovskaja
Julija Abakumovskaja (rus. Юлия Дмитриевна Абакумовская; Kujbyšev, 3. svibnja 1942.), ruska operna pjevačica,  mezzosopran.

## Životopis
Rođena je 1942. godine u tadašnjem Kujbyševu, današnjoj Samari. Od godine 1991. članica je "Nove opere" u Moskvi.

## Odlikovanja
- Narodni umjetnik SSSR-a (1981.)[1]
- Narodni umjetnik Ruske Federacije (1994.)[1]

## Vanjske poveznice
- (rus.) Životopis na kino-teatr.ru